# Teodósio (protovestiário)
Teodósio (em grego medieval: Θεοδόσιος; romaniz.: Theodosios) foi um oficial bizantino do século IX, ativo sob o imperador Leão VI, o Sábio (r. 886–912). Era patrício e protovestiário. Foi o sub-general do doméstico das escolas Leão Catacalo em sua campanha contra os búlgaros do cã Simeão I (r. 893–927) em 896. Na subsequente Batalha de Bulgarófigo, os bizantinos foram severamente derrotados e muitos pereceram, incluindo Teodósio.